# Horsens Idræts Club Basketball
L'Horsens Idræts Club Basketball, nota anche come Horsens I.C., è una società cestistica avente sede a Horsens, in Danimarca. Fondata nel 1978, gioca nel campionato danese.

## Palmarès
- Campionato danese: 6

1992, 1994, 1998, 2006, 2015, 2016
- Coppa di Danimarca: 4

1992, 1995, 2015, 2019